# بثهلهم (نیوجرسی)
بثهلهم (به انگلیسی: Bethlehem Township) شهری در ایالت نیوجرسی کشور ایالات متحده آمریکا است که جمعیت آن در سرشماری سال ۲۰۱۰ میلادی، ۳٬۹۷۹ نفر بوده‌است.

## نگارخانه

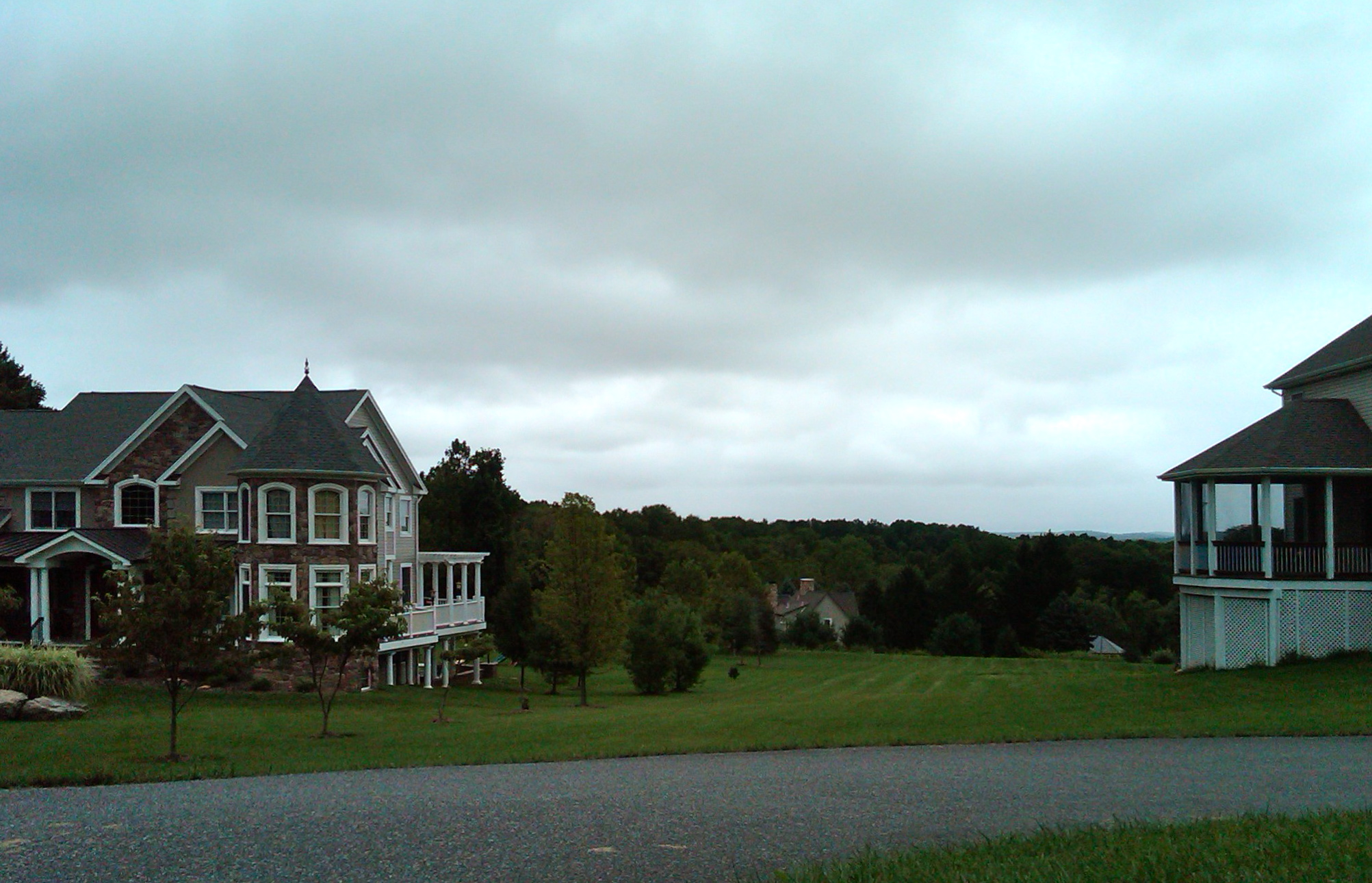